# Tununguá
Tununguá là một thị xã và đô thị thuộc Boyacá Department, Colombia, thuộc phân vùng Western Boyacá. 